# Nekrasovita
La nekrasovita és un mineral de la classe dels sulfurs, que pertany al grup de la colusita. Rep el nom en honor d'Ivan Yakovlevich Nekrasov (Ивана Яковлевича Некрасова) (Toshkovka, Regió de Voroshilovgrad, URSS (actual Ucraïna), 4 d'octubre de 1929 - Txernogolovka, Moscou, Rússia, 15 de setembre de 2000), mineralogista i geoquímic de l'Institut de mineralogia experimental de Moscou (Rússia).

## Característiques
La nekrasovita és un sulfur de fórmula química Cu26V₂(Sn,As,Sb)₆S32. Es tracta d'una espècie aprovada per l'Associació Mineralògica Internacional, i publicada per primera vegada el 1984. Cristal·litza en el sistema isomètric. La seva duresa a l'escala de Mohs és 4,5.
Segons la classificació de Nickel-Strunz, la nekrasovita pertany a «02.CB - Sulfurs metàl·lics, M:S = 1:1 (i similars), amb Zn, Fe, Cu, Ag, etc.» juntament amb els següents minerals: coloradoïta, hawleyita, metacinabri, polhemusita, sakuraiïta, esfalerita, stil·leïta, tiemannita, rudashevskyita, calcopirita, eskebornita, gal·lita, haycockita, lenaïta, mooihoekita, putoranita, roquesita, talnakhita, laforêtita, černýita, ferrokesterita, hocartita, idaïta, kesterita, kuramita, mohita, pirquitasita, estannita, estannoidita, velikita, chatkalita, mawsonita, colusita, germanita, germanocolusita, estibiocolusita, ovamboïta, maikainita, hemusita, kiddcreekita, polkovicita, renierita, vinciennita, morozeviczita, catamarcaïta, lautita, cadmoselita, greenockita, wurtzita, rambergita, buseckita, cubanita, isocubanita, picotpaulita, raguinita, argentopirita, sternbergita, sulvanita, vulcanita, empressita i muthmannita.

## Formació i jaciments
Va ser descoberta al dipòsit d'or de Kairagach, a la serralada Chatkal-Kuraminskii, dins la regió d'Angren (Regió de Taixkent, Uzbekistan). També ha estat descrita als Estats Units, l'Argentina, Itàlia, Suïssa, Bulgària, Filipines, el Tadjikistan i el Japó.